# Шивилиг (Пий-Хемский кожуун)
Шивилиг (тув. Шивилиг) — арбан в Пий-Хемском кожууне Республики Тыва (Россия). Входит в состав городского поселения Туран.

## География
Арбан находится в Турано-Уюкской котловине, у р. Блялик (Билелиг), вблизи её впадения в р. Туран.
Находится возле границы с Красноярским краем, вблизи проходит граница с Ермаковским районом.
Уличная сеть
Лесной пер., ул. Гагарина, ул. Оюна Курседи, ул. Первомайская, ул. Рабочая
Расстояние до:
районного центра Туран: 18 км.
республиканского центра Кызыл: 76 км.
Ближайшие населённые пункты
Билелиг 12 км, Маральский (Ермаковский район, в южной части Красноярского края России) 17 км, Туран 17 км, Аржаан 21 км, Чкаловка 27 км, Тарлаг 28 км, Уюк 28 км, Ленинка 30 км

## Население
| 2002 | 2010 |
| ---- | ---- |
| 336  | ↘208 |

## Инфраструктура
образование
Муниципальное бюджетное общеобразовательное учреждение Шивилигская средняя общеобразовательная школа Пий-Хемского кожууна Республики Тыва
сельское хозяйство
культура
СДК Шивилиг. Здесь с 24 по 30 апреля 2014 проходил фестиваль среди организаций сумонов «Тыва бистин оргээвис»

## Транспорт
Выезд к федеральной автомагистрали Р257 «Енисей», остановка общественного транспорта «Шивилиг» (автобус Абакан — Кызыл).